# هورست فرنتس
هورست فرنتس (به انگلیسی: Horst Frenz) (۱۹۹۰–۱۹۱۲) پژوهشگر آلمانی-آمریکایی و استاد گروه ادبیات تطبیقی و انگلیسی در دانشگاه ایندیانا بود. او به خاطر آثارش در حوزهٔ ادبیات تطبیقی شناخته‌شده‌ است.